# کرولاین کندی
کرولاین کندی (به انگلیسی: Caroline Bouvier Kennedy؛ زادهٔ ۲۷ نوامبر ۱۹۵۷) نویسنده، حقوق‌دان، دیپلمات آمریکایی است که سابقاً سفیر ایالات متحده آمریکا در ژاپن بود. او تنها فرزند زندهٔ جان اف. کندی، سی و پنجمین رئیس‌جمهور آمریکا و ژاکلین کندی اوناسیس است.
کرولاین کندی در هنگام ترور پدرش، پنج سال داشت. وی نخستین سفیر زن آمریکا در ژاپن است.

## تحصیلات
کرولاین کندی دانش‌آموخته رشته هنر از کالج ردکلیف، دانشگاه هاروارد و دانش‌آموخته رشته حقوق از دانشگاه کلمبیا است.

## فعالیت‌های سیاسی
کرولاین کندی از اعضای شاخص حزب دموکرات ایالات متحده آمریکا است. وی یکی از ۳۵ عضو ارشد کمپین انتخاباتی باراک اوباما در انتخابات ریاست‌جمهوری ایالات متحده آمریکا در سال ۲۰۱۲ میلادی بود.

## نگارخانه

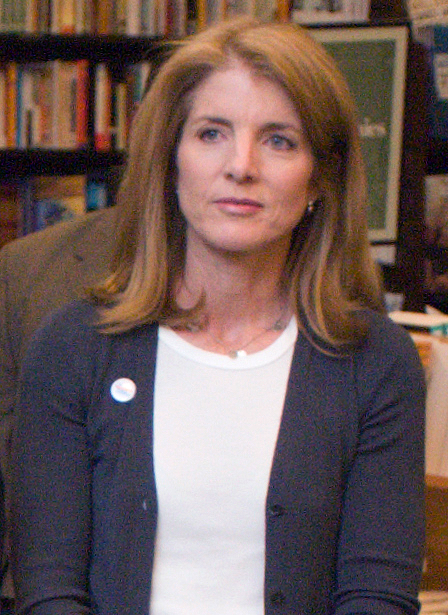
کرولاین کندی زمانی که سفیر ایالات متحده آمریکا در ژاپن بود.
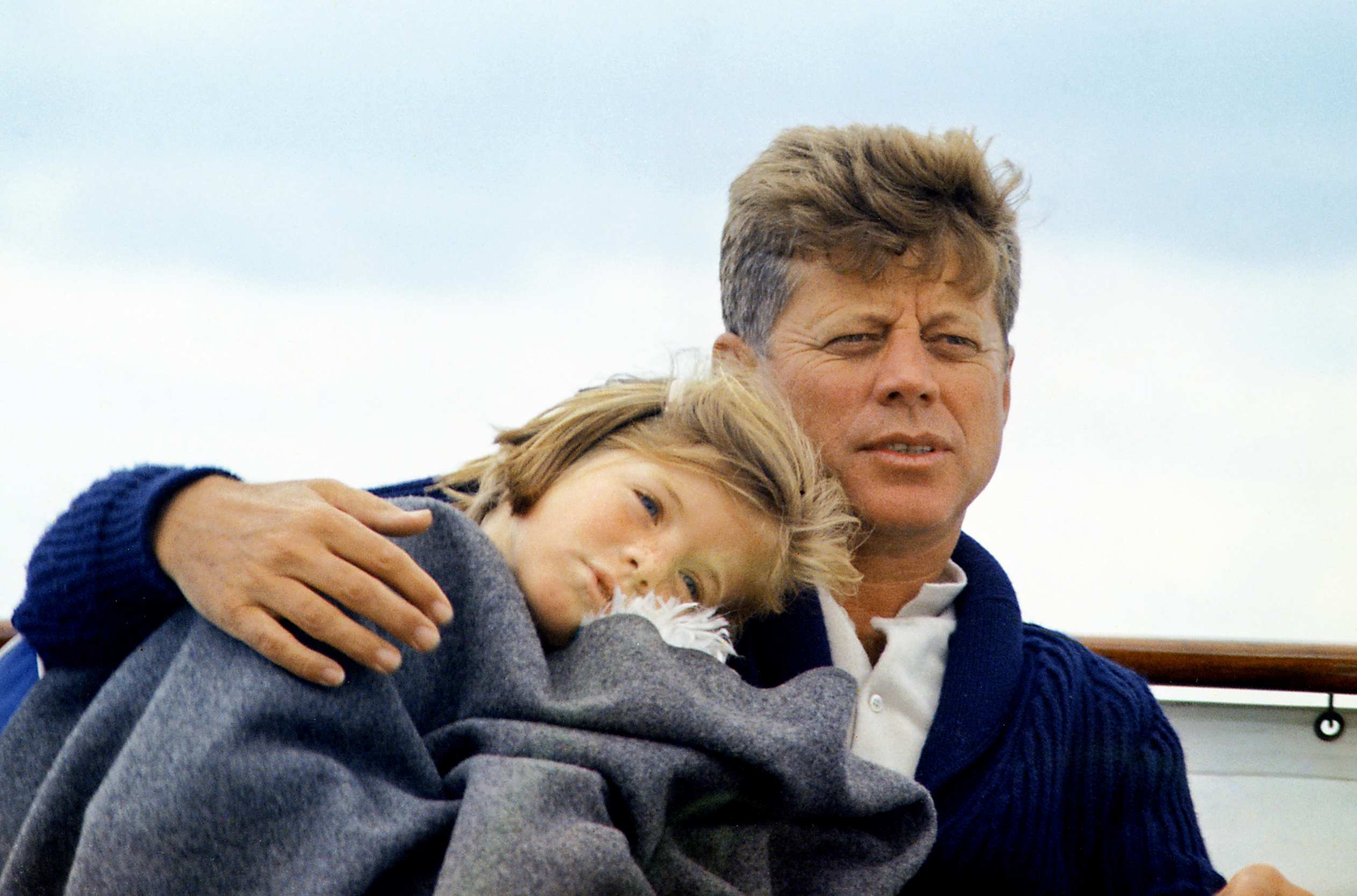
کرولاین کندی در کنار پدرش، جان اف. کندی، در اوت ۱۹۶۳ میلادی.